# ۱۳۴۸ (میلادی)
۱۳۴۸ (میلادی) هزار و سیصد و چهل و هشتمین سال تقویم میلادی است.

## زادگان
- ۱۱ آوریل - آندرونیکوس چهارم، امپراتور بیزانس

## درگذشتگان
‎